# Dietrich-Gobiet Flugzeugbau
Die Dietrich-Gobiet Flugzeugbau AG war in den 1920er Jahren ein Hersteller von Schul- und Sportflugzeugen in Kassel.

## Geschichte

### Vorgeschichte
Richard Dietrich und sein Bruder Karl beabsichtigten bereits 1914 vor dem Ersten Weltkrieg die Aufnahme eines Flugzeugbaus in ihrer Heimatstadt Mannheim. Der geplante Bau eines Flugzeugs mit dem Namen „Mannheim“ scheiterte an fehlenden Geldmitteln und dem Ausbruch des Ersten Weltkriegs. Unmittelbar nach Ende der Kampfhandlungen griff Richard Dietrich 1919 die Idee eines Mannheimer Flugzeugbaus wieder auf. Dietrich erwarb vom Reichsschatzministerium mehrere nicht mehr fertiggestellte Militärflugzeuge, z. B. die bei Piloten beliebte Fokker D.VII, die er in einer angemieteten Holzhalle im Mannheimer Waldpark für zivile Zwecke fertigstellen wollte. Die Aufnahme der Arbeiten scheiterte 1920 am Bauverbot der Reichsregierung. Im Sommer 1920 wurde Dietrich durch die französische Überwachungskommission zur Zerstörung der ehemaligen Kriegsflugzeuge veranlasst. Mit dem Dozenten der Rheinischen Ingenieurschule Mannheim Geyer und dem Volontär Max Gerner entwarf Richard Dietrich 1921 ein zweisitziges Doppeldecker-Flugzeug in Anlehnung an die Fokker D.VII, dessen Prototyp unmittelbar nach Aufhebung des Bauverbots entstehen sollte.

### Flugzeugbau Richard Dietrich GmbH
Für den Bau des Prototyps gründete Richard Dietrich in Mannheim am 21. März 1921 den Flugzeugbaubetrieb Richard Dietrich Flugzeugbau. Der Prototyp der Dietrich DP.I entstand im Winter 1921/22 in einer kleinen, angemieteten Werkstatt in der Großen Merzelstraße 23 in Mannheim. Die Arbeiten waren bei Aufhebung des Bauverbots am 5. Mai 1922 weitgehend abgeschlossen. Den Erstflug absolvierte das Flugzeug in Sandhofen am 7. Juni 1923
Um die notwendigen finanziellen Mittel für den Serienbau zu beschaffen, wandelte Richard Dietrich die Personengesellschaft am 12. Mai 1922 in die Flugzeugbau Richard Dietrich GmbH um, deren Teilhaber Ehefrau, Mutter und Schwiegereltern waren. Da Mannheim auf Grund seiner unmittelbaren Grenzlage zur französischen Besatzungszone auf der linken Rheinseite, sowie des Fehlens eines geeigneten Fluggeländes zu vielen Restriktionen für einen Flugzeugbaubetrieb unterlag, entschied sich Dietrich für eine Betriebsverlagerung nach Kassel, wo ihm der Mitteldeutsche Flugverband MFV Anfang 1923 die kurzfristige Aufnahme in einem ehemaligen Färbereibetrieb und die Einrichtung eines geeigneten Fluggeländes auf einem Exerzierfeld bei Waldau zusagte. Die Betriebsverlagerung von Mannheim nach Kassel wurde im April 1923 abgeschlossen.
Die bereits in Mannheim begonnene Weiterentwicklung der Dietrich DP.I setzte Wilhelm Kirchner als Nachfolger Geyers und Max Gerner in Kassel mit der Dietrich DP.II bzw. später DP.IIa fort.
Da die wirtschaftlichen Möglichkeiten des Dietrich-Unternehmens für die Aufnahme einer industriellen Serienfertigung nicht ausreichten, beteiligte sich das Unternehmen am Serienbaubetrieb Dietrich-Gobiet Flugzeugwerk AG, der den Werkstatt- und Entwicklungsbetrieb der Flugzeugbau Richard Dietrich GmbH gegen eine Aktienbeteiligung übernahm. Die Flugzeugbau Richard Dietrich GmbH bestand noch 1925 ohne eigenen Betrieb als Teilhabergesellschaft der Dietrich-Gobiet Flugzeugwerk AG.

### Dietrich-Gobiet Flugzeugwerk AG
In Kassel erklärte sich der belgischstämmige Anatole Gobiet bereit, die notwendigen finanziellen Mittel für einen industriellen Serienbau in ein Kasseler Flugzeugwerk einzubringen, während Richard Dietrich den Werkstatt- und Entwicklungsbetrieb der Flugzeugbau Richard Dietrich GmbH einbringen sollte. Dazu wurde am 13. Juli 1923 die Dietrich.Gobiet Flugzeugwerk AG (DGF) gegründet, deren Aktienpaket auf die Flugzeugbau Richard Dietrich GmbH, die Motorenwerke A. Gobiet & Co und die Bank von Hessen verteilt wurden.
Unter Erich Gammelin als Produktionsleiter entstanden 1924 zwei Werkstattbetriebe in der Alten Train-Kaserne und auf dem ehemaligen Gelände der Deutschen Werke in Kassel. Als Werksflugplatz diente der Flugplatz Kassel-Waldau. Wegen der hohen Nachfrage stieg die Belegschaft zeitweise auf bis zu 200 Mitarbeiter an. So wurden Mitte 1924 in drei Monaten 20 DP IIa ausgeliefert. Vor der Einführung der Udet Flamingo war die DP IIa Bussard in den Jahren 1924/25 das erfolgreichste Sportflugzeug in Deutschland. Dietrich bezeichnete sich nach außen gern als Chefentwickler, Leiter des Konstruktionsbüros war jedoch anfangs der Deutschbalte Erich von Knüpffer, der 1925 durch seinen Landsmann Paul John Hall abgelöst wurde. In Kassel traten 1923 auch Kurt Katzenstein (als Werkspilot) und 1924 Antonius Raab (als Prokurist und Anteilseigner), die beide bekannte Kunstflieger und später Mitbegründer der Raab-Katzenstein-Flugzeugwerke GmbH waren, in das Unternehmen ein. Raab gewann 1924 mit der DP IIa den internationalen Kunstflugwettbewerb in Prag und 1925 den in München, Katzenstein belegte bei letzterem ebenfalls mit einer DP IIa den zweiten Platz. Bekannt wurde auch die DP VII, ein kleiner Eindecker mit einem 30-bis-35-PS-Triebwerk, der als FORD der Lüfte in großen Stückzahlen billig produziert werden sollte. Nach insgesamt fünf Abstürzen von DP VIIa und DP IIa im Jahr 1925, bei denen unter anderem die Piloten Walter Karius und Edi Petersen umkamen, war der Ruf der Firma erschüttert.
Bereits Ende 1924 gab Anatole Gobiet seine Position als Geschäftsführer bei der DGF nach Streitigkeiten mit Richard Dietrich auf und reduzierte ab Anfang 1925 seine finanzielle Beteiligung an der DGF. Am 14. März 1925 erfolgte die Umbenennung des Unternehmens in Dietrich Flugzeugwerk AG, das von Richard Dietrich alleine geführt wurde. Im Spätsommer 1925 geriet das Unternehmen in erhebliche finanzielle Schwierigkeiten. Der Werkstattbetrieb auf dem Gelände der Deutschen Werke wurde geschlossen. Zur Beschaffung neuer finanzieller Mittel beabsichtigte Dietrich den Zusammenschluss seines Flugzeugbaubetriebs mit der Rheinischen Flugzeug- und Karosseriewerke AG in Köln. Dies wurde allerdings auf der Hauptversammlung der Aktionäre am 28. September 1925 von Antonius Raab, der inzwischen zu den Hauptaktionären des Unternehmens zählte, blockiert. Daraufhin erfolgte in der anschließenden Aufsichtsratssitzung vom 5. Oktober 1925 die Entlassung Raabs als Prokurist des Unternehmens. Als Reaktion hierauf verließen auch Katzenstein, Hall und der Betriebsleiter Erich Gammelin als leitende Angestellte die Firma, um eine eigene Firma zu gründen.
Richard Dietrich konnte den Konkurs seines Unternehmens im Jahre 1926 nicht abwenden. In seinen Memoiren schreibt Antonius Raab, Dietrich habe 1925 „seine Sympathien für die Nazi-Partei entdeckt“ und versucht, die nicht „rein arischen“ Katzenstein und Gobiet, die ihm Geld und Ruhm eingebracht hätten, auszubooten. Vor der endgültigen Auflösung, wurde das Werk 1927 noch für kurze Zeit nach Teltow bei Berlin in die Werksanlagen der ehemaligen Flugzeugfirma Nordflug verlegt, jedoch mangels Aufträgen kurz darauf liquidiert.

### Nachfolgegesellschaften
- Raab-Katzenstein Flugzeugwerk GmbH Antonius Raab, Kurt Katzenstein und Erich Gammelin gründeten mit der Unterstützung von Anatole Gobiet unmittelbar nach ihrem Ausscheiden aus der DGF im November 1925 die Raab-Katzenstein Flugzeugwerk GmbH, in der sie das erfolgreiche Dietrich-Flugzeugmuster DP.IIa bzw. dessen geplantes Nachfolgemuster DP.XI weiterentwickelten und auch die Luftford-Idee Dietrichs fortführten.

- Phönix Flugzeugbau Müller und Pöhlmann Der bereits in Mannheim für Dietrich tätige Betriebsmeister Andreas Pöhlmann schied nach dem Zusammenbruch der DGF aus und übernahm einige unfertige Flugzeuge aus der ehemaligen Dietrich-Produktion, die er in Düsseldorf beim Phönix Flugzeugbau Müller und Pöhlmann fertigstellte. Auch Pöhlmann knüpfte mit der Eigenentwicklung der Phoenix L2 an die Luftford-Idee Dietrichs an. Sie wurde später in Österreich in einer Kleinserie gefertigt.

- Max Gerner Flugzeugbau Max Gerner verließ die Flugzeugbau Richard Dietrich GmbH 1924, nachdem er die DP.IIa-Entwicklung bis zur Serienreife mit Kirchner abgeschlossen hatte. Er gründete 1928 in Frankfurt eine Interessengemeinschaft als Vorläufer des späteren Max Gerner Flugzeugbaus, in dem er ebenfalls mit seiner Leichtflugzeugkonstruktion die Luftford-Idee Dietrichs erneut aufgriff und mit der Aufnahme einer Serienfertigung und eines Vertriebsmodells bei den Adler-Automobilwerken fast vollständig umsetzte.

- Mühlenbau- und Industrie AG (MIAG) Richard Dietrich griff 1934 die Konstruktion der aus der DP.IIa weiterentwickelten Dietrich DP.XI nochmals auf und realisierte bei der Mühlenbau- und Industrie AG (MIAG) den Prototyp der MIAG-Dietrich MD12. Sie blieb allerdings ein Einzelstück und war die letzte vollständige Flugzeugkonstruktion von Richard Dietrich.

## Musterübersicht
Insgesamt entstanden in den Dietrich Flugzeugbaubetrieben 12 Flugzeugentwicklungen,
- davon 3 beim Flugzeugbau Richard Dietrich in Mannheim/Kassel 1922/24
- sowie 6 bei der Dietrich-Gobiet Flugzeugwerk AG bis Ende 1924
- und drei weitere Entwicklungen bei der Dietrich Flugzeugwerk AG in den Jahren 1925/26

Die drei Entwicklungen für kommerzielle Einsatzzwecke (DP.III, DP.IV und DP.V) der DGF wurden vor Erreichen oder während der Prototypenphase abgebrochen.
Fünf Entwicklungen blieben Versuchsmuster (DP.I, DP.VI, DP.VII) oder wurden nach der Flugerprobung aufgegeben (DP.II, DP.XI)
Vier Entwicklungen (DP.IIa, DP.VIIa, DP.IX, DS.I) erreichten das Serienbaustadium. Insgesamt entstanden etwa 85–90 Serienflugzeuge bei der DGF bzw. DF zwischen 1924 und 1926.
Insgesamt dürften weniger als 100 Flugzeuge in den Dietrich Flugzeugbaubetrieben fertiggestellt worden sein.
Ein Verzeichnis und den Verbleib aller bekannten Dietrich-Flugzeuge findet man bei 
| Bezeichnung             | Beschreibung | Zeitraum  | Stückzahl | Bemerkungen |
| ----------------------- | --- | --------- | --------- | --- |
| Dietrich DP.I Sperber   | zweisitziges Schul- und Sportflugzeug Gnome-Motor, 70 PS (ca. 50 kW)                                                  | 1922–1923 | 1–4       | entwickelt bei Flugzeugbau Richard Dietrich GmbH, Konstruktion Dietrich/Geyer, 1–2 Exemplare in Mannheim, bis zu 2 weitere Exemplare bei DGF in Kassel                                                                                             |
| Dietrich DP.II          | zweisitziger, freitragender Schul- und Sport-Doppeldecker Siemens & Halske Sh 4, 55 PS (ca. 40 kW)                    | 1923      | 1         | entwickelt bei Flugzeugbau Richard Dietrich GmbH, Konstruktion Dietrich/Gerner |
| Dietrich DP.IIa Bussard | zweisitziger, kunstflugtauglicher, verstrebter Schul- und Sport-Doppeldecker Siemens & Halske Sh 5, 75 PS (ca. 60 kW) | 1923–1926 | 53        | entwickelt bei Flugzeugbau Richard Dietrich GmbH, Konstruktion Dietrich/Gerner/Kirchner, Serienbau bei Dietrich-Gobiet und Dietrich Flugzeugwerk AG, drei DP.IIa bis 1928 bei Phoenix Flugzeugbau Müller & Pöhlmann, Listenpreis 16.500 Reichsmark |
| Dietrich DP.III         | achtsitziges Hochdecker-Verkehrsflugzeug Rolls Royce Falcon 170 PS (ca. 130 kW)                                       | 1923      | (1)       | erste Flugzeugentwicklung bei Dietrich-Gobiet Flugzeugwerk AG, Konstruktion von Knüpffer, Prototypenbau abgebrochen |
| Dietrich DP.IV          | viersitziges Tiefdecker-Verkehrs- und Geschäftsreise-Flugzeug Siemens & Halske Sh 6, 100 PS (ca. 70 kW)               | 1923      | –         | Konstruktion von Knüpffer, Projekt ohne Prototypenstadium |
| Dietrich DP.V           | zweisitziges Tiefdecker-Mehrzweckflugzeug Mercedes D.I, 100 PS (ca. 70 kW)                                            | 1923      | –         | Konstruktion von Knüpffer, Projekt ohne Prototypenstadium |
| Dietrich DP.VI          | zweisitziges Luftford-Tiefdecker-Versuchsflugzeug Siemens & Halske Sh 4, 55 PS (ca. 40 kW)                            | 1923      | 1         | Konstruktion von Knüpffer, auch Versuchsträger für Haacke HFM-3 Motor, Serienbau angekündigt, aber nicht aufgenommen |
| Dietrich DP.VII Spatz   | zweisitziges Luftford-Tiefdecker-Versuchsflugzeug Haacke HFM-2, 30 PS (ca. 20 kW)                                     | 1923      | 1         | Konstruktion von Knüpffer, verkleinerte DP.VI |
| Dietrich DP.VIIa        | zweisitziges Luftford-Parasol-Versuchs- und Sportflugzeug Siemens & Halske Sh 4, 55 PS (ca. 40 kW)                    | 1924      | 8         | überarbeitete Rieseler R.III/R.IV nach Lizenz Rieseler, Konstruktion von Knüpffer, Serienbau nach Unfallserie eingestellt |
| Dietrich DP.IX          | zweisitziges Hochdecker-Sportflugzeug Siemens & Halske Sh 4, 55 PS (ca. 40 kW)                                        | 1925      | 9 (+3)    | Konstruktion Hall, davon 1 Umbau DP.VIIa, bis zu drei weitere unfertige Serienmaschinen |
| Dietrich DP.XI          | zweisitziger Sport-Doppeldecker Siemens & Halske Sh 5, 75 PS (ca. 60 kW)                                              | 1925      | 1(+1)     | Konstruktion Hall, zwei Prototypen, davon 1 unfertig |
| Dietrich DS.I           | zweisitziger Schul-Doppeldecker Siemens & Halske Sh 5, 75 PS (ca. 60 kW)                                              | 1925–1926 | 15 (+3)   | Konstruktion von Knüpffer, davon eine DS.I bis 1928 bei Phoenix Flugzeugbau Müller & Pöhlmann, möglicherweise drei weitere DS.I unfertig |